# Litouwen op de Olympische Jeugdzomerspelen 2010
Litouwen nam deel aan de Olympische Jeugdzomerspelen 2010 in Singapore, de eerste editie van de Olympische Jeugdspelen. De Litouwse delegatie telt tot nog toe 24 leden.

## Medailleoverzicht
| Sport                                                                    | Olympiër             | Discipline                | Medaille |
| ------------------------------------------------------------------------ | -------------------- | ------------------------- | -------- |
| Boksen                                                                   | Evaldas Petrauskas   | lichtgewicht (-60 kg)     | Goud     |
| Boksen                                                                   | Ricardas Kuncaitis   | halfwetergewicht (-63 kg) | Goud     |
| Roeien                                                                   | Rolandas Masanskas   | skiff (m)                 | Goud     |
| Judo                                                                     | Laura Naginskaite    | tot 63 kg (v)             | Brons    |
| Als lid van een gemengd landenteam (telt niet mee voor landenklassement) |                      |                           |          |
| Moderne vijfkamp                                                         | Lukas Kontrimavicius | gemengd team              | Brons    |

## Deelnemers en resultaten
(m) = mannen, (v) = vrouwen 

### Atletiek
| Olympiër              | Discipline             | Resultaat | Prestatie |
| --------------------- | ---------------------- | --------- | --------- |
| Martynas Šedys        | hamerslingeren (m)     |           |           |
| Mantas Jusis          | kogelstoten (m)        |           |           |
| Marius Šavelskis      | 10 km snelwandelen (m) |           |           |
|                       |                        |           |           |
| Diana Kačanova        | 5 km snelwandelen (v)  |           |           |
| Dovilė Dzindzaletaitė | hink-stap-springen (v) |           |           |
| Laura Gedminaitė      | kogelstoten (v)        |           |           |

### Basketbal
| Olympiër | Discipline | Resultaat | Prestatie |
| -------- | ---------- | --------- | --------- |
|          | jongens    |           |           |

### Boksen
| Olympiër           | Discipline | Resultaat | Prestatie |
| ------------------ | ---------- | --------- | --------- |
| Evaldas Petrauskas |            |           |           |
| Ričardas Kuncaitis |            |           |           |

### Zwemmen
| Olympiër             | Discipline | Resultaat | Prestatie |
| -------------------- | ---------- | --------- | --------- |
| Vaidotas Blažys      |            |           |           |
|                      |            |           |           |
| Urtė Kazakevičiūtė   |            |           |           |
| Jūratė Ščerbinskaitė |            |           |           |

Afghanistan · Albanië · Algerije · Amerikaanse Maagdeneilanden · Amerikaans-Samoa · Andorra · Angola · Antigua en Barbuda · Argentinië · Armenië · Aruba · Australië · Azerbeidzjan · Bahama's · Bahrein · Bangladesh · Barbados · België · Belize · Benin · Bermuda · Bhutan · Bolivia · Bosnië en Herzegovina · Botswana · Brazilië · Britse Maagdeneilanden · Brunei · Bulgarije · Burkina Faso · Burundi · Cambodja · Canada · Centraal-Afrikaanse Republiek · Chili · China · Chinees Taipei · Colombia · Comoren · Congo-Brazzaville · Congo-Kinshasa · Cookeilanden · Costa Rica · Cuba · Cyprus · Denemarken · Djibouti · Dominica · Dominicaanse Republiek · Duitsland · Ecuador · Egypte · El Salvador · Equatoriaal-Guinea · Eritrea · Estland · Ethiopië · Fiji · Filipijnen · Finland · Frankrijk · Gabon · Gambia · Georgië · Ghana · Grenada · Griekenland · Groot-Brittannië · Guam · Guatemala · Guinee · Guinee‑Bissau · Guyana · Haïti · Honduras · Hongarije · Hongkong · Ierland · IJsland · India · Indonesië · Irak · Iran · Israël · Italië · Ivoorkust · Jamaica · Japan · Jemen · Jordanië · Kaaimaneilanden · Kaapverdië · Kameroen · Kazachstan · Kenia · Kirgizië · Kiribati · Koeweit · Kroatië · Laos · Lesotho · Letland · Libanon · Liberia · Libië · Liechtenstein · Litouwen · Luxemburg · Macedonië · Madagaskar · Malawi · Malediven · Maleisië · Mali · Malta · Marshalleilanden · Marokko · Mauritanië · Mauritius · Mexico · Micronesië · Moldavië · Monaco · Mongolië · Montenegro · Mozambique · Myanmar · Namibië · Nauru · Nederland · Nederlandse Antillen · Nepal · Nicaragua · Nieuw-Zeeland · Niger · Nigeria · Noord-Korea · Noorwegen · Oeganda · Oekraïne · Oezbekistan · Oman · Oostenrijk · Oost‑Timor · Pakistan · Palau · Palestina · Panama · Papoea-Nieuw-Guinea · Paraguay · Peru · Polen · Portugal · Puerto Rico · Qatar · Roemenië · Rusland · Rwanda · Saint Kitts en Nevis · Saint Lucia · Saint Vincent en Grenadines · Salomonseilanden · Samoa · San Marino · Sao Tomé en Principe · Saoedi-Arabië · Senegal · Servië · Seychellen · Sierra Leone · Singapore · Slovenië · Slowakije · Soedan · Somalië · Spanje · Sri Lanka · Suriname · Swaziland · Syrië · Tadzjikistan · Tanzania · Thailand · Togo · Tonga · Trinidad en Tobago · Tsjaad · Tsjechië · Tunesië · Turkije · Turkmenistan · Tuvalu · Uruguay · Vanuatu · Venezuela · Verenigde Arabische Emiraten · Verenigde Staten · Vietnam · Wit-Rusland · Zambia · Zimbabwe · Zuid-Afrika · Zuid-Korea · Zweden · Zwitserland